# كين ويستون
كين ويستون (بالإنجليزية: Ken Weston)‏ هو مهندس الصوت بريطاني، ولد في 30 مايو 1947 في Finsbury Park ‏ في المملكة المتحدة، وتوفي في 13 أبريل 2001 في ويمبلدون في المملكة المتحدة.

## وصلات خارجية
- كين ويستون على موقع IMDb (الإنجليزية)
- كين ويستون على موقع قاعدة بيانات الفيلم (الإنجليزية)